# Project Shamrock
Das Project Shamrock (auch „Project SHAMROCK“) gilt als Schwesterprojekt von Project Minaret und war ein Spionageprogramm des US-Geheimdienstes NSA. Es begann 1945 und diente der Aufzeichnung und Auswertung sämtlicher Telegramme, die die Grenzen der USA in beide Richtungen überschritten. Dabei wurden aber auch Nachrichten innerhalb der USA abgehört.
Grundlage des Programms war die Kooperation der privaten Telegrafengesellschaften wie der Western Union. Sie sammelten die Kopien der Telegramme, die zuerst auf Lochkarten und dann auf Magnetbänder gespeichert wurden, und stellten sie der NSA regelmäßig zur Verfügung.

## Geschichte
Ursprünglich war das Programm während des Zweiten Weltkriegs von der Vorläuferorganisation der NSA, der Armed Forces Security Agency, umgesetzt worden, um mögliche Spionagetätigkeiten der feindlichen Achsenmächte zu überwachen. Nach Ende des Krieges wurde seine Fortsetzung aber von Präsident Harry S. Truman und Justizminister Tom C. Clark gebilligt. In den 1960er und 1970er Jahren diente es auf Anregung der CIA u. a. dazu, zusammen mit Projekten wie der Operation CHAOS die Aktivitäten amerikanischer Staatsbürger zu überwachen, die sich gegen den Vietnamkrieg aussprachen.
Das Projekt war so geheim, dass seine Existenz erst 1975 während der Untersuchungen des Church Committee bekannt wurde. Am 8. August 1975 bestätigte der damalige NSA-Direktor Lew Allen, Jr. dem Pike Committee, ein gleichwertiges Komitee des Repräsentantenhauses zur Church Kommission, die Existenz und Vorgehensweise der von der NSA geleiteten Überwachungsprojekte:
„Die NSA hat systematisch internationale Kommunikation abgehört, sowohl sprachliche als auch über Kabel übertragene“
Als der Untersuchungsausschuss zu seinem Abschlussbericht kommen wollte, bat der damalige Präsident Gerald Ford sowie der Justizminister den Vorsitzenden Frank Church darum, auf eine Veröffentlichung von Shamrock zu verzichten und die Namen der beteiligten Firmen ungenannt zu lassen. Die Ausschussmitglieder lehnten dies aber mehrheitlich ab.